# قامیش‌تالا
قامیش‌تالا (به لاتین: Qamıştala) یک منطقه مسکونی در جمهوری آذربایجان است که در شهرستان بالاکن واقع شده است.